# SN 1998cc
SN 1998cc – supernowa typu Ib odkryta 15 maja 1998 roku w galaktyce NGC 5172. W momencie odkrycia miała maksymalną jasność 18,10m.